# Ronny Yu
Ronny Yu nome d'arte di Ronny Yan-Tay Yu (于仁泰) (Hong Kong, 1º gennaio 1950) è un regista, sceneggiatore e produttore cinematografico cinese naturalizzato statunitense.

## Biografia
Laureatosi presso la Ohio State University, si è inizialmente dedicato alla regia di film a basso costo per la sola visione in Cina e Hong Kong.
Nel 1996, Yu entrò temporaneamente nel progetto Snakes on a Plane come regista e supervisore della sceneggiatura; posto che poi andò a David R. Ellis.
Yu ebbe tempo di rifarsi nel 1997, quando fu contattato per dirigere La sposa di Chucky; quarto capitolo di una lucrosa serie cinematografica.
La pellicola, che risultò un buon block-buster riuscì a far notare il regista, che nel 2001 diresse il poliziesco Codice 51, con l'interpretazione di Samuel L. Jackson.
Nel 2006, prese parte di regista e produttore nella biografia dell'artista marziale Huo Yuanjia, conosciuta globalmente come Fearless con protagonista Jet Li.
Yu è stato impegnato a trasporre il videogioco Blood: The Last Vampire (videogioco) per il cinema, la release avvenuta nel 2009 con The Last Vampire - Creature nel buio.

## Filmografia

### Regista
- Cheung laap cheing ngoi (1979)
- Jiu shi zhe (1980)
- Xun cheng ma (1981)
- Jui gwai chat hung (1983)
- Ling qi bi ren (1984)
- Si yan zi (1985)
- Long zai jiang hu (Legacy of Rage) (1986)
- Meng gui fo tiao qiang (1988)
- Gwang tin lung foo wooi (1989)
- Qian wang 1991 (1991)
- Wu Lin sheng dou shi (1992)
- Huo tou fu xing (1992)
- Bai fa mo nu zhuan (1993)
- Bai fa mo nu zhuan II (1993)
- Ye ban ge sheng (1995)
- Warriors of Virtue (1997)
- La sposa di Chucky (Bride of Chucky) (1998)
- Codice 51 (The 51st State) (2001)
- Freddy vs Jason (2003)
- Fearless (Huo Yuan Jia) (2006)
- Fear Itself - episodio Scambi di personalità (2008)
- 7 guerrieri (Saving General Yang) (2013)

### Sceneggiatore
- Ka le fei (1978)
- Cheung laap cheing ngoi (1979)
- Jui gwai chat hung (1983)
- Bai fa mo nu zhuan (1993)
- Bai fa mo nu zhuan II (1993)
- Ye ban ge sheng (1995)
- Blood: The Last Vampire (2008)

### Produttore
- Ka le fei (1978)
- Fu gui bi ren (1987)
- Fu gui zai po ren (1988)
- Gai tung aap gong (1988)
- Gwang tin lung foo wooi (1989)
- Huang Fei Hong xiao zhuan (1992)
- Xia ri qing ren (1992)
- Tong ju guan xi (1993)
- Li Luo Fu qi an (1993)
- Bai fa mo nu zhuan (1993)
- Bai fa mo nu zhuan II (1993)
- Hua tian xi shi (1993)
- Huang Fei Hong dui Huang Fei Hong (1993)
- Chung kam juk (1994)
- Warriors of Virtue (1997)
- Fearless (Huo Yuan Jia) (2006)
- The Last Vampire - Creature nel buio (2009)